# Koemaloe
Koemaloe, ook wel Kumalu Dream Island genoemd, is een eiland in de Pikin Rio, niet ver van de monding in de Boven-Surinamerivier. In de rivier ligt de stroomversnelling Bendekondre. Het riviereiland is vernoemd naar de ook hier voorkomende, populaire vis Koemaroe, in het Saamáka Kumalu. 
Vanaf dit gebied is de Ananasberg per voet te bereiken. Nabij liggen enkele stroomversnellingen in de rivier en bij de monding in de Boven-Suriname de Tapawatrasoela. In de nabijheid liggen verschillende dorpen. Het gebied is bereikbaar via de Boven-Surinamerivier of via de lucht (Djoemoe Airstrip).
Het eiland is privébezit herbergt een van de oudste toeristische resorts van Suriname, met overnachtingen in hangmatten en traditionele Saramaccaanse hutten die speciaal voor toeristen zijn gebouwd. Er is een elektriciteitsvoorziening die werkt met zonnepanelen. Er is schoon drinkwater en een bar met gekoelde dranken en een ijsmachine.